# Всемирная выставка (1913)

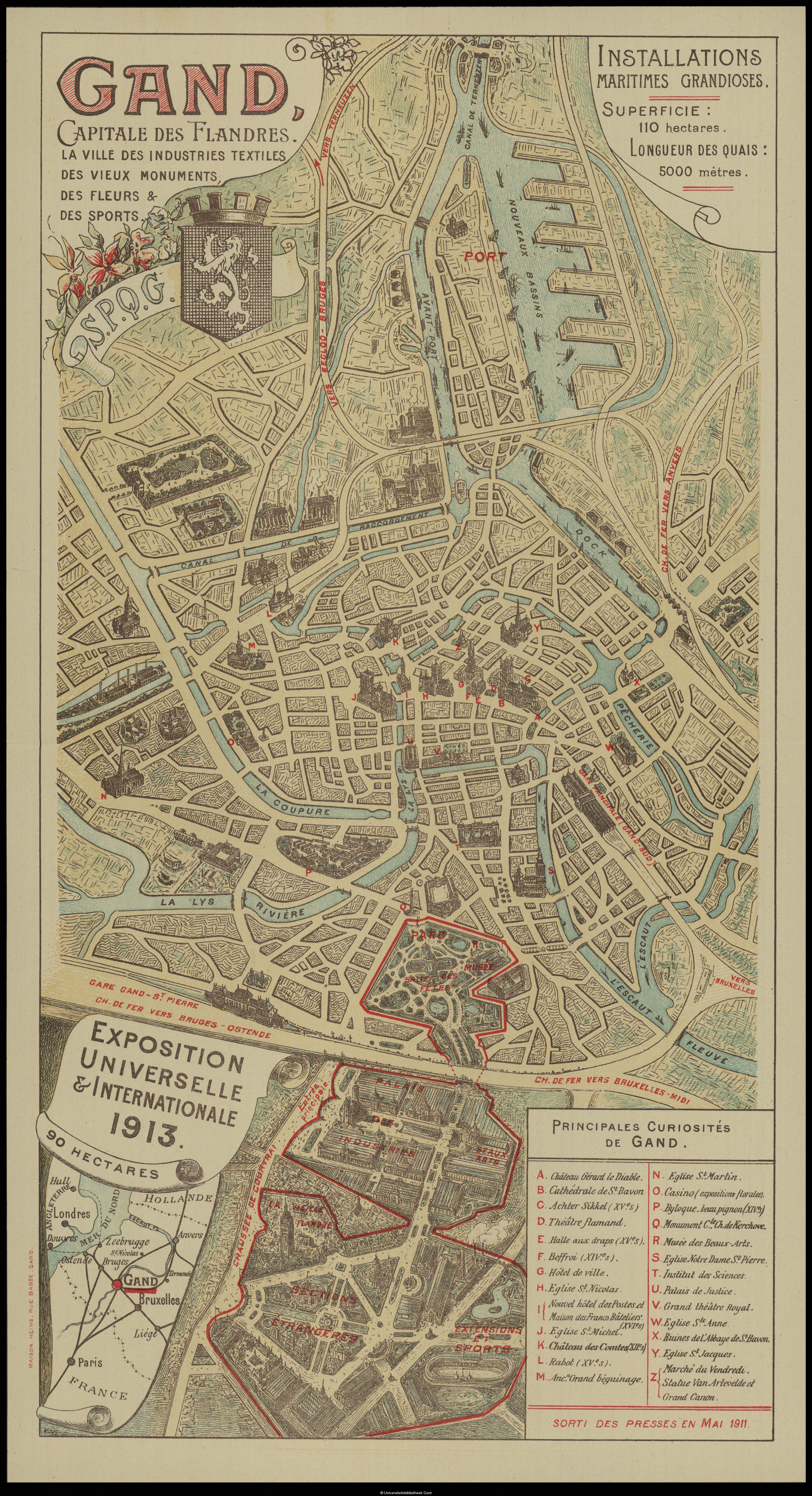
План выставки на карте города. Территория выставки обведена красным контуром. Рядом с территорией выставки (левее) виден вокзал Синт-Питерс

Всемирная выставка 1913 года (нидерл. Wereldtentoonstelling van 1913, фр. Exposition universelle et internationale de 1913) — всемирная выставка, проведённая в Генте (Бельгия) в период с 26 апреля по 3 ноября.

## История
На выставке был показан человеческий зоопарк. Были собраны 53 человека из Бонтока. 28-летний филиппинец был «показан» европейцам и умер от туберкулёза или гриппа. В честь него назвали один из туннелей на железной дороге. К счастью, этот человеческий зоопарк был одним из последних.
Для выставки были построены некоторые строения. Например, взамен старого тупикового железнодорожного вокзала Гент-Южный (нидерл. Gent-Zuid) был построен новый главный городской вокзал Гент-Синт-Питерс (нидерл. Gent-Sint-Pieters) и новый отель «Flandria Palace». Парк Цитадель был перестроен для ярмарки. Площадь, на которой проводилась выставка, была равна 130 га, что больше, чем на выставке ЭКСПО-58 в Брюсселе. Одним из аттракционов выставки стал «городок» «Старая Фландрия» (нидерл. Oud Vlaenderen), состоявший из павильонов, построенных в стиле, подражающем архитектуре старых фламандских городов (архитектор — Валентин Варвейк).
Для выставки была создана скульптура, изображающая легендарного коня Баярда (нидерл. Ros Beiaard, нидерл. Bayard) из рыцарского романа «Четыре сына Аймона».
В рамках подготовки к выставке были проведены работы по реставрации исторических и строительства новых зданий в центральной части Гента. За несколько лет до этого был построен Мост Архангела Михаила в неоготическом стиле. С моста можно было смотреть на город. Также построили почтамт и Korenmarkt («пшеничный рынок»), на мосту были достроены лица руководителей выставки (в том числе Флоренса Найтингейла). Однако полностью строительство завершилось только перед Первой мировой войной, появились серьёзные долги.
Во время выставки прошла конференция, посвящённая планированию городов. Её провели Поль Отле и два других организатора.
Во время выставки впервые в Бельгии заработала авиапочта. Она работала с 1 по 25 мая 1913.
Выставку посетил Леонидас Кестекидис, он решил остаться в Бельгии и основать компанию Leonidas, производившую шоколад.

## Галерея

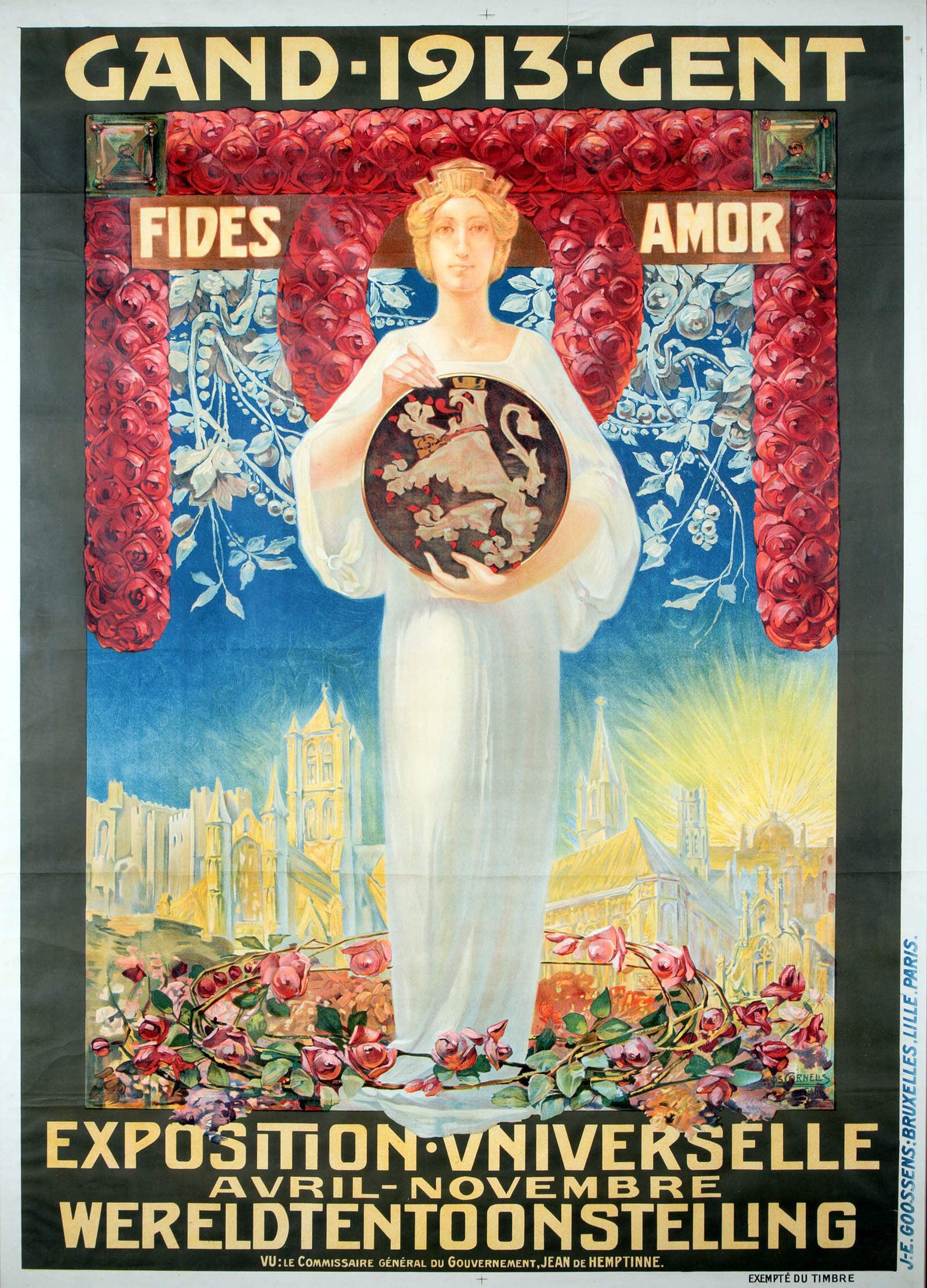
Плакат выставки
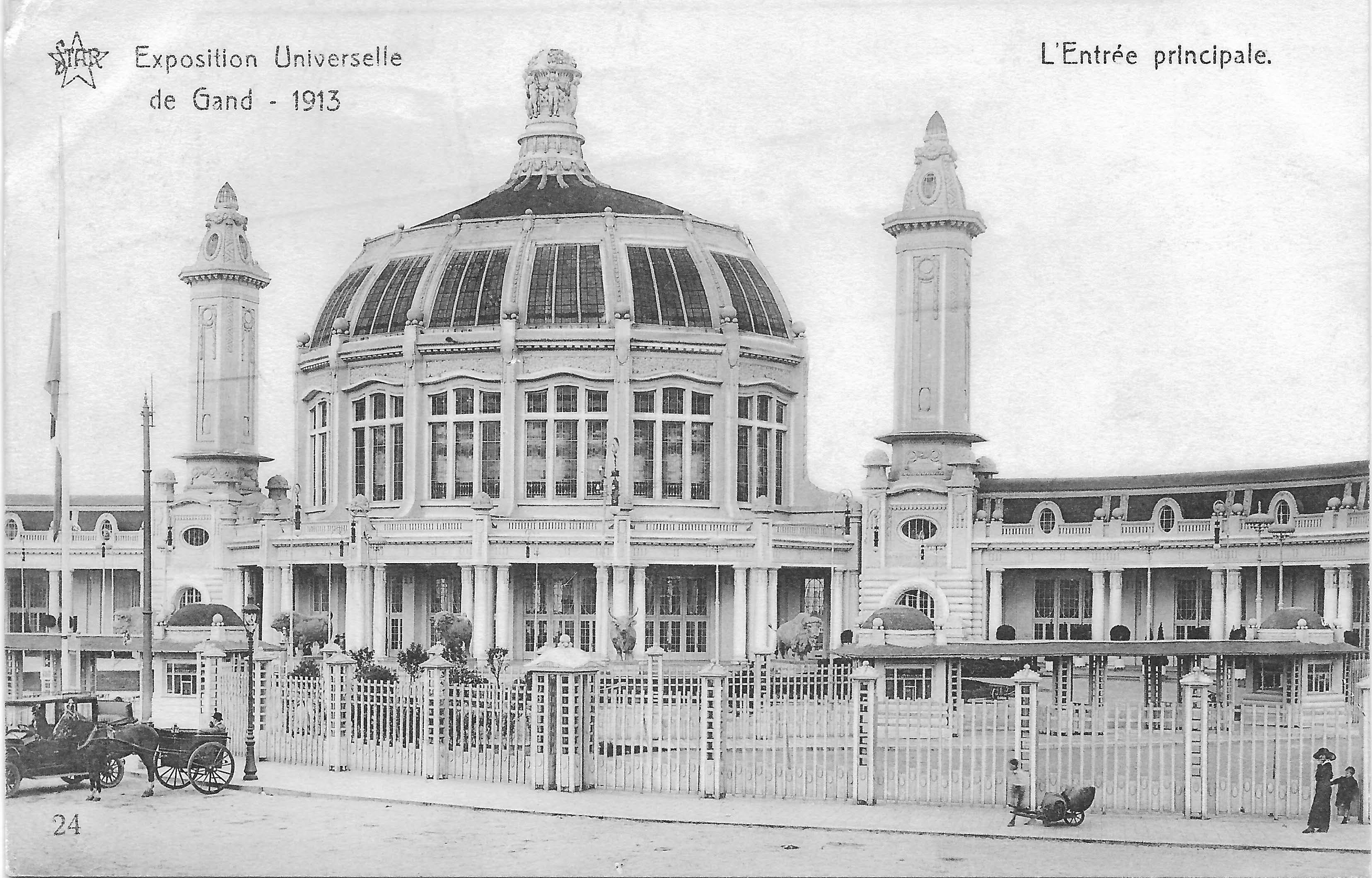
Главный вход выставки
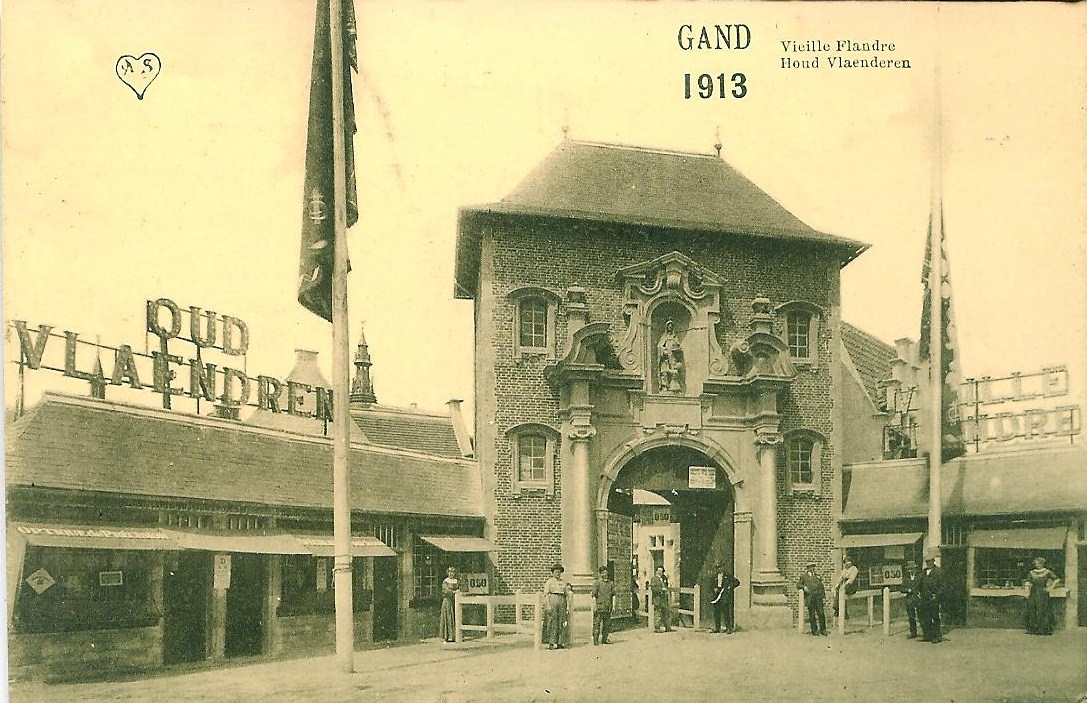
Вход на территорию «городка» «Старая Фландрия»